# Hagbard

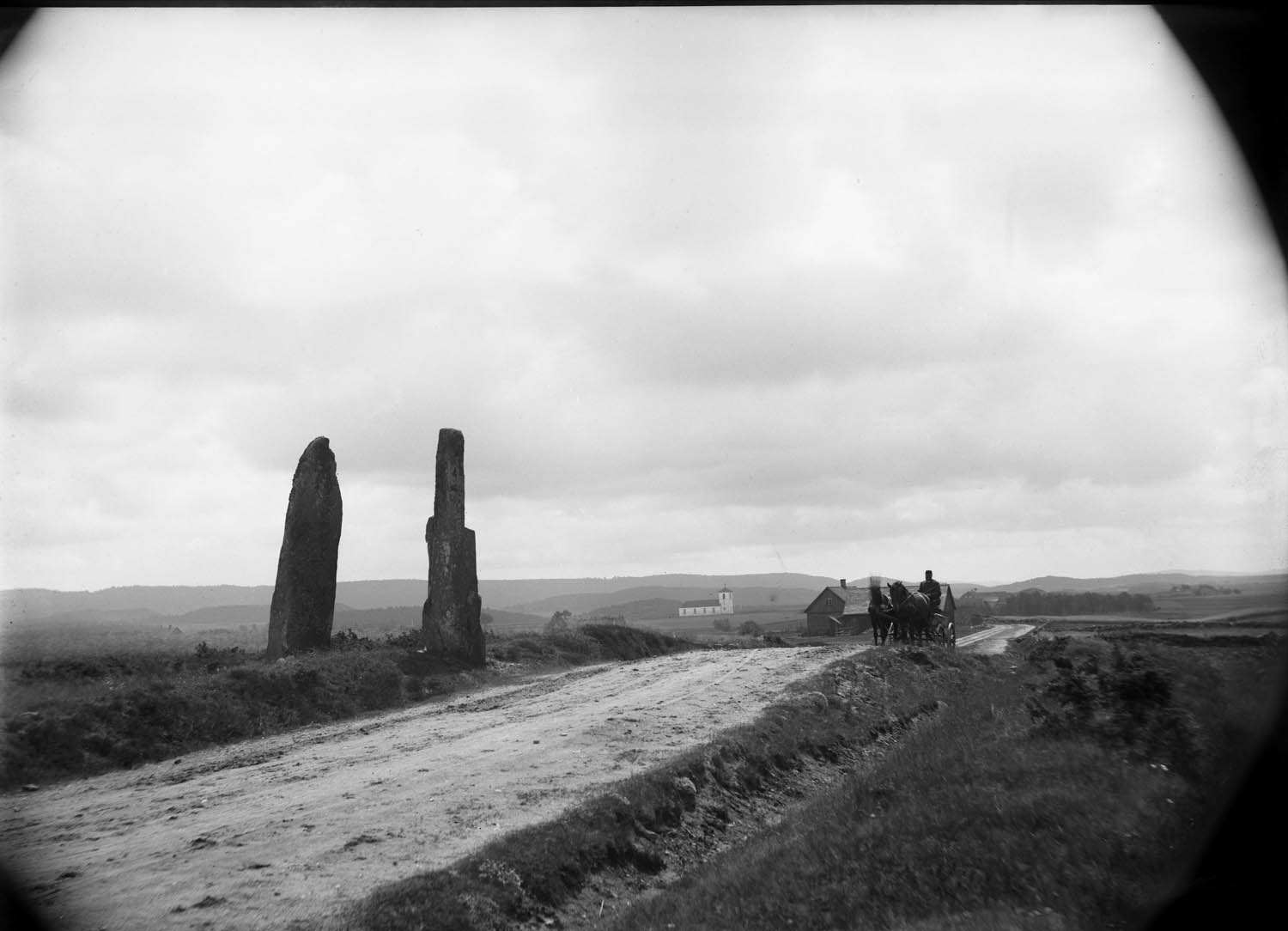
Asige hed med de två bautastenarna "Hagbards galge".

Hagbard och Signe är i nordisk mytologi ett älskande par. Den danske sagohjälten Hagbard förälskade sig i henne och de trolovade sig mot hennes fars, kung Sigars, vilja. Hagbard greps av Sigars män och dömdes till hängning. Signe begick då självmord genom att sätta eld på sin jungfrubur och hänga sig. När Hagbard såg flammorna förstod han att Signe hade varit honom trogen och innan sin egen avrättning, sjöng han ut sin önskan att få återförenas med den älskade efter döden.